# Logia (masonería)

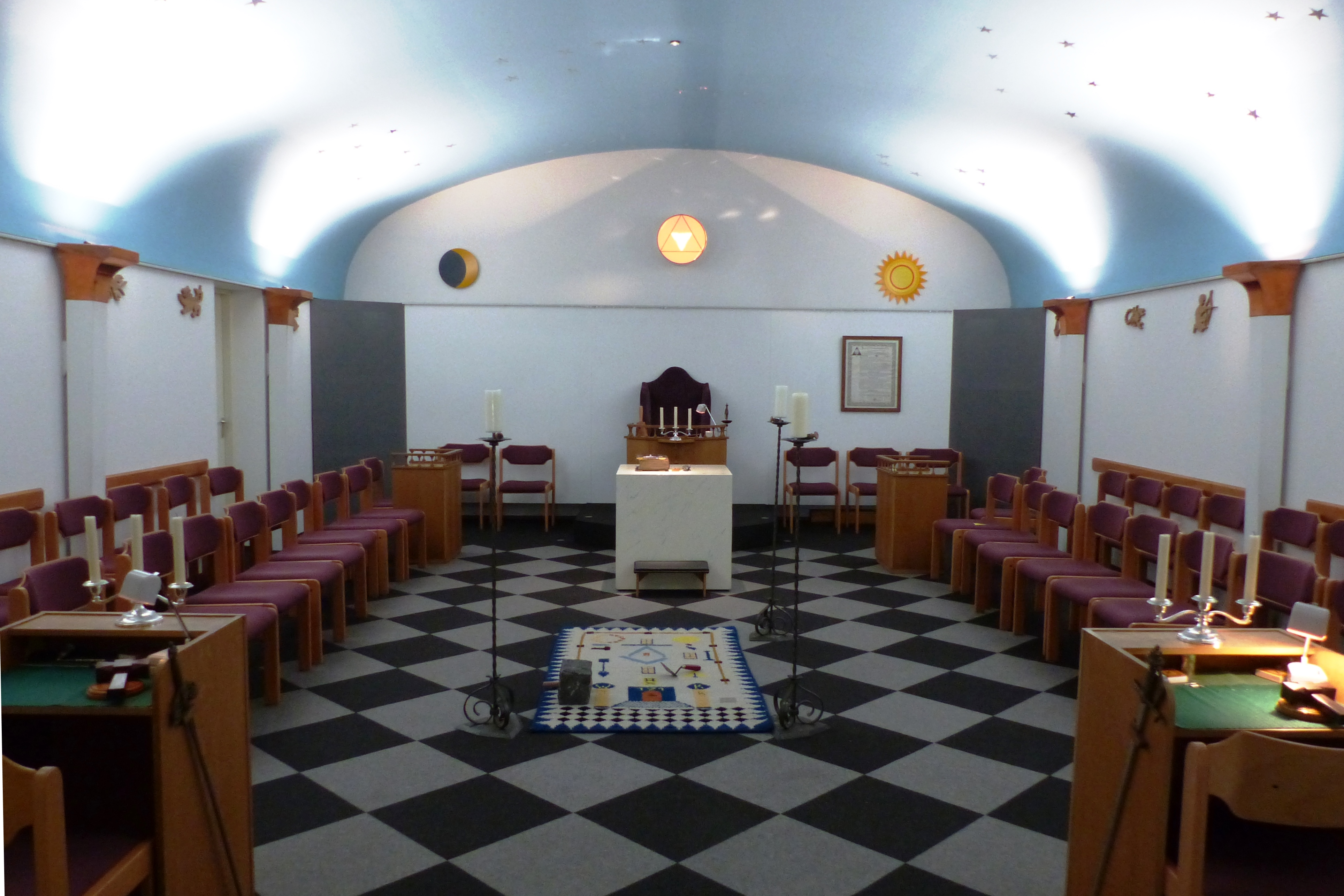
La logia masónica

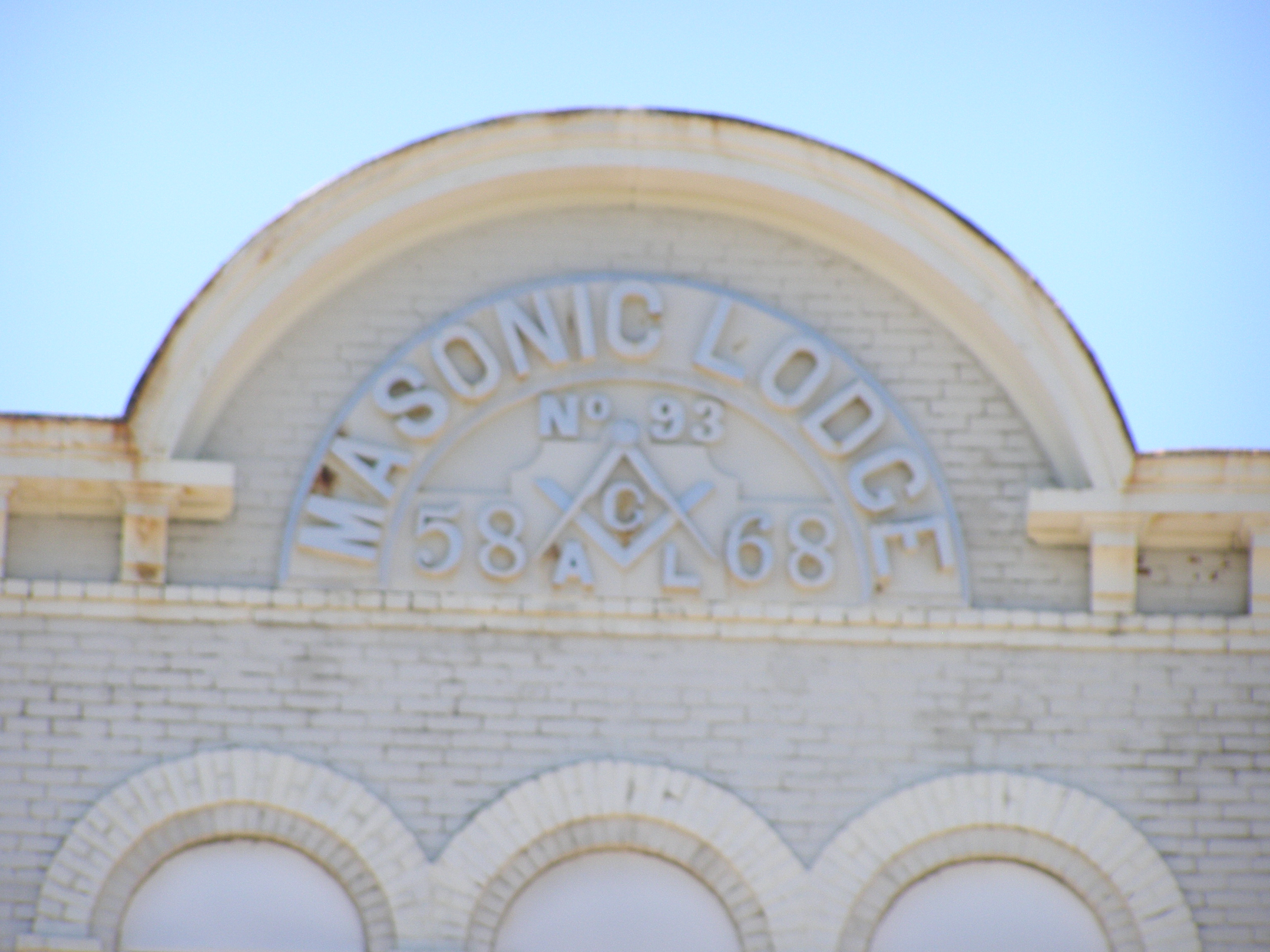
Logia (masonería)

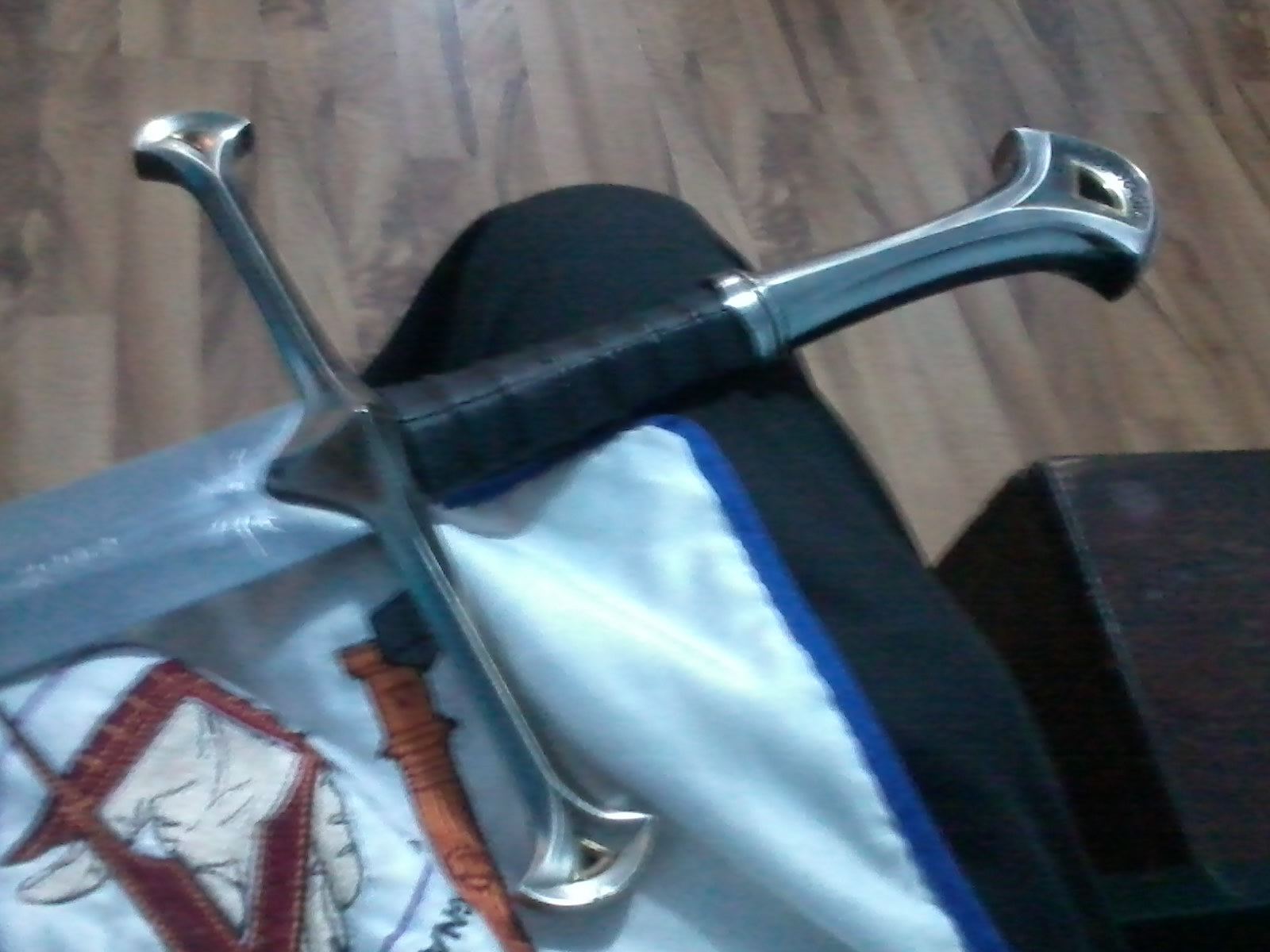
Ceremonia de aumento de salario. Logia Rito Nacional Mexicano, en la Ciudad de México.

En la francmasonería, la logia es la organización básica, compuesta al menos por un número mínimo de maestros. El término también alude al espacio físico en el que se reúnen los miembros, llamados hermanos.

## Etimología
El término español logia proviene del italiano loggia, "galería", que a su vez procede del fráncico ripuario *laubja, "cobertizo enramado", que deriva del término protogermánico *laubijǭ, ‘follaje’.

### Simbolismo
La masonería establece que el origen de la palabra, desde el punto de vista etimológíco, proviene del griego λóγος (logos): ‘defensa, argumentación, verbo, palabra’, en el sentido de que en estos lugares de reunión se habla o se transmite enseñanza a través de la palabra. El sufijo tiene el sentido de «[a cierto tipo de] hablar o escribir».[cita requerida]
La tradición masónica también dice que logia proviene del sánscrito loká (‘local, lugar, localidad, mundo’), haciendo alusión a que la logia representa al mundo terrenal.[cita requerida]
Sin embargo, no existen evidencias concluyentes con respecto a estas interpretaciones.

## Tipos de logias masónicas
Las distintas logias masónicas se distinguen por su nombre y por el número con que han sido inscritas en la obediencia, ya sea la Gran Logia o el Gran Oriente al que están asociadas.[cita requerida]
- «Gran logia» o «Gran Oriente»: la unión o federación de varias logias masónicas constituye una obediencia masónica.
- «Logia madre»: nombre que un masón da a la logia en la que se inició. Rudyard Kipling escribió el poema The mother lodge.
- «Logia azul» o «logia simbólica»: nombre que se da a las logias que trabajan en los tres primeros grados de la masonería, es decir, en la masonería azul: aprendiz, compañero y maestro; en cuanto a los grados cuarto en adelante, si bien también son maestros, los conocimientos allí aprendidos y las actividades en ellos realizadas son de índole filosófica y administrativa.
- «Logia de investigación»: son aquellas que hacen hincapié en el estudio de temas masónicos, derivando por lo regular en un anuario o revista. Generalmente, aunque trabajan fundamentalmente en el grado de aprendiz, sus miembros suelen ser exclusivamente maestros masones.
- «Logia bajo la bóveda celeste»: son aquellas logias que no pertenecen a ninguna obediencia masónica, Gran Logia o Gran Oriente.

Generalmente, cuando las logias regulares están compuestas al menos por siete maestros masones, se consideran logias perfectas si cumplen con esta regla. Los términos logias simples y justas solo se utilizan para trabajos internos de las logias.[cita requerida]
Algunas obediencias masónicas permiten crear triángulos, distintas a las logias simples, justas y perfectas. Los triángulos masónicos son estructuras especiales para el trabajo masónico, pero dependen de otra logia constituida. En estas estructuras masónicas no se permite realizar ceremonias propias de las logias, sino solo actividades pro-masónicas.[cita requerida]

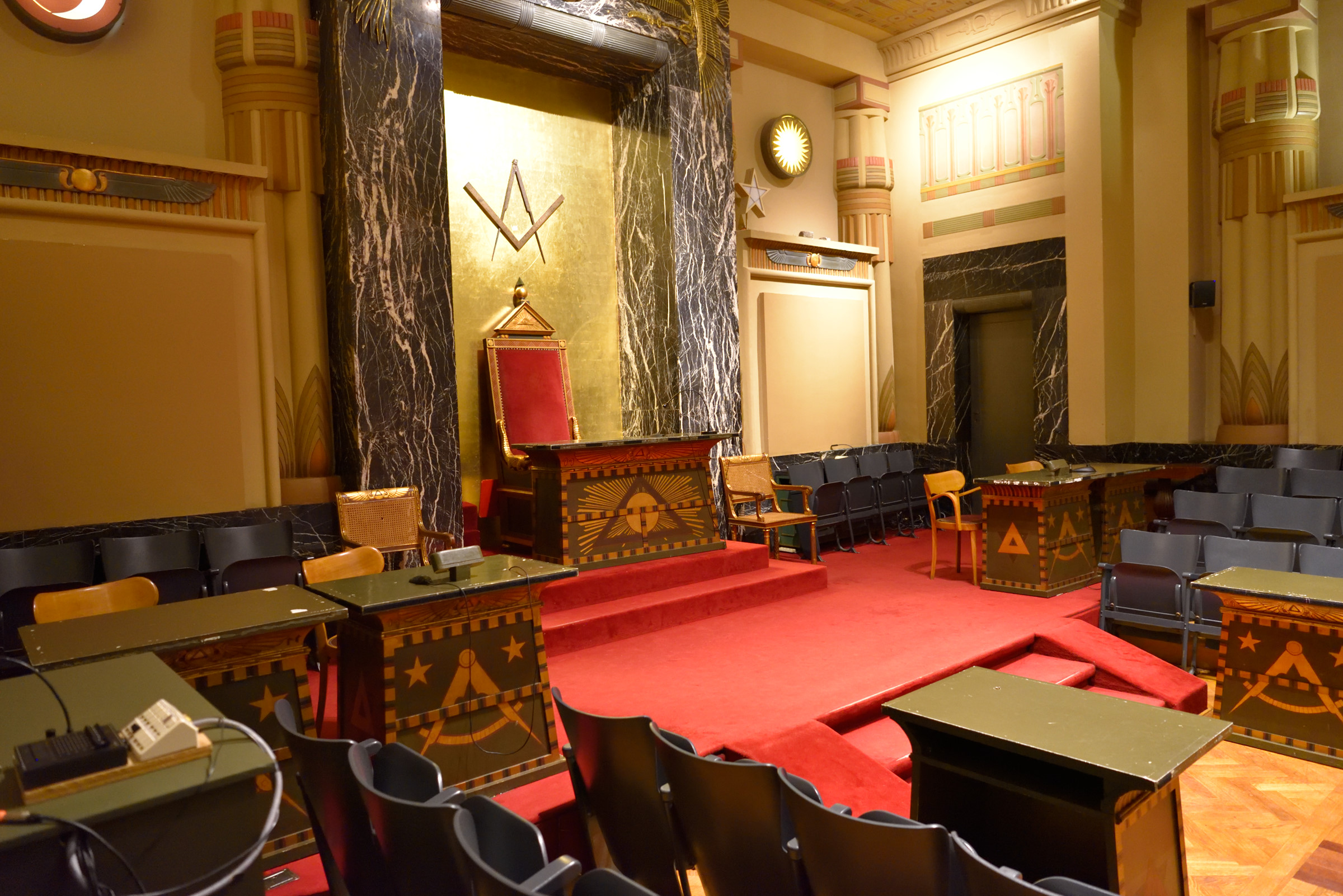
Interior de una logia masónica, en Bruselas, Bélgica.

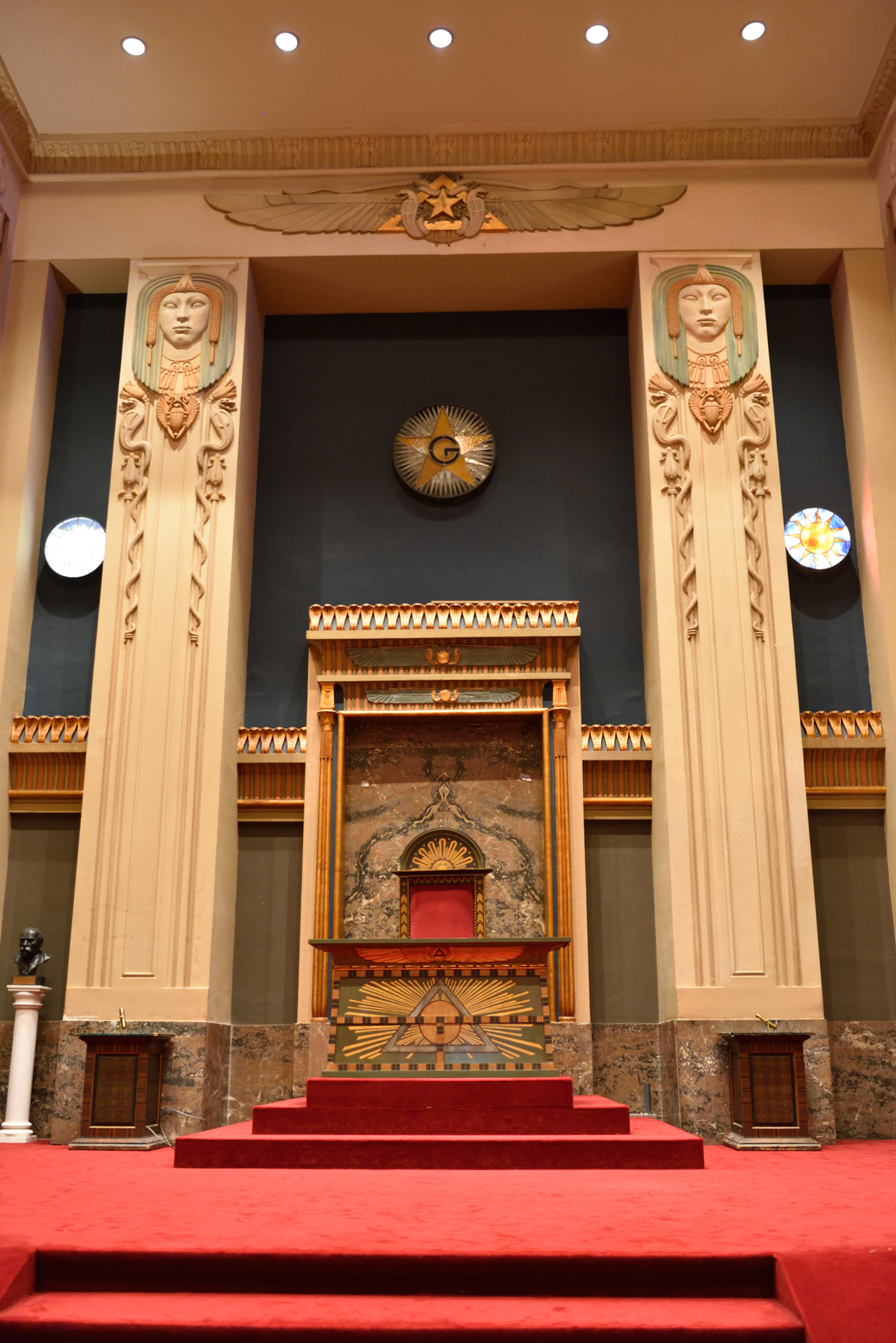
El altar de una logia masónica, en Bruselas.

## Simbolismo arquitectónico
Una logia (italiano) ―o logos en griego― era la galería exterior, techada y abierta por delante, formada por columnas que soportan arquitrabes. Esta definición arquitectónica corresponde al edificio anexo al que se construía y que era donde se reunían los miembros del gremio de canteros que trabajaban en la obra. Del vocablo italiano loggia parecen derivar las actuales loge, lodge o logia.[cita requerida]